# Johnny Fedricks
Pas d'image ? Cliquez ici
Johnny Fedricks est un pilote automobile américain né le 11 avril 1925 à Royal Oak et décédé le 26 février 2001 à Oakland. Il est notamment connu pour avoir tenté de se qualifier à quatre reprises au 500 miles d'Indianapolis entre 1950 et 1957.

## Résultats aux 500 miles d'Indianapolis
| Édition | Voiture           | Moteur      | Équipe           | Résultat     |
| ------- | ----------------- | ----------- | ---------------- | ------------ |
| 1950    | Kupiec            | Offenhauser | Thomas Kupiec    | Non-qualifié |
| 1952    | Kurtis Kraft      | Cadillac    | Cal Connell      | Non-qualifié |
| 1953    | Kurtis Kraft 500B | Offenhauser | Dunn Engineering | Non-qualifié |
| 1957    | Kurtis Kraft 500C | Offenhauser | Ed Gdula         | Non-qualifié |